# La testimonianza del chierichetto
La testimonianza del chierichetto (titolo originale in francese Le Témoignage de l'enfant de chœur), pubblicato in italiano anche col titolo Non sculacciate i chierichetti, è un racconto di Georges Simenon con protagonista il personaggio del commissario Maigret.
Scritto a Sainte-Marguerite-du-Lac-Masson, Québec (Canada) il 28 aprile 1946, fu pubblicato nel 1947 (datato erroneamente 5 maggio 1946)  da Presses de la Cité come secondo racconto della raccolta intitolata Maigret et l'Inspecteur Malgracieux, composta dal racconto eponimo (Maigret et l'Inspecteur Malchanceux, poi diventato dall'ed. del 1956 Maigret et l'Inspecteur Malgracieux), Le témoignage de l'enfant de chœur, Le client le plus obstiné du monde e On ne tue pas les pauvres types.

## Trama
Nessuno crede a Justin, un ragazzino che ogni mattina nel suo paesino (dove Maigret è stato mandato per riorganizzare il commissariato) va a servire la messa prima di andare a scuola. Egli ha giurato d'aver visto il cadavere di un uomo sul marciapiede, ma quando la polizia è arrivata sul posto non ha trovato nulla. Tutti pensano che sia un bugiardo o quantomeno un visionario e solo Maigret gli crede. Così comincia a indagare e scopre che, oltre al cadavere, Justin ha visto di sfuggita anche il potenziale assassino. Come può un corpo sparire in pochi minuti e perché l'assassino è scappato alla vista del ragazzo? Tra giudici in pensione, suore, preti e gentiluomini di campagna Maigret riuscirà a venire a capo del problema. Anche lui, da ragazzo, è stato chierichetto nel suo paesino natale di Saint-Fiacre.

## Adattamenti

### Cinema
- Brelan d'as, film a episodi del 1952 con Michel Simon nel ruolo di Maigret, diretto dal regista Henri Verneuil, un episodio dei quali, Le Témoignage de l'enfant de chœur, è tratto dal racconto eponimo.

### Televisione
- Episodio dal titolo Il cadavere scomparso della serie RAI Le inchieste del commissario Maigret, trasmesso per la prima volta il 3 luglio 1968, con Gino Cervi nel ruolo del commissario Maigret.
- Episodio dal titolo Maigret et l'enfant de chœur, facente parte della serie televisiva Les enquêtes du commissaire Maigret per la regia di Michel Subiéla, trasmesso per la prima volta su Antenne 2 il 17 aprile 1988, con Jean Richard nel ruolo del commissario Maigret.
- Episodio dal titolo Maigret et l'enfant de chœur (titolo italiano Maigret e il chierichetto), facente parte della serie televisiva Il commissario Maigret per la regia di Pierre Granier-Deferre, trasmesso per la prima volta il 3 ottobre 1997, con Bruno Cremer nel ruolo del commissario Maigret.

### Radio
- La RAI trasmise su Radiouno nel 1985 un adattamento radiofonico dal titolo Maigret e il chierichetto, con Alberto Lionello nel ruolo del commissario.[1].

## Edizioni italiane
- Non sculacciate i chierichetti, in  Maigret e i poveri diavoli, traduzione di Roberto Cantini, Collana Capolavori Gialli n° 111, Milano, Mondadori, 1959. - Collana Le inchieste del commissario Maigret n° 20, Mondadori, 1966.
- La testimonianza del chierichetto, in  La pipa di Maigret[2], traduzione di R. Cantini, a cura di Francesca Lazzarato, Collana Giallo Junior n.38. Libri per ragazzi, Milano, Mondadori, maggio 1993, ISBN 978-88-043-7225-7. - Collana Junior Giallo n.9, Mondadori, 1997.
- La testimonianza del chierichetto, in La pipa di Maigret e altri racconti, trad. di Marina Di Leo, Collana gli Adelphi. Le inchieste di Maigret n° 466, Milano, Adelphi, 2014, ISBN 978-88-459-2941-0, pp.57-96.